# Гулухети
Гулухети (груз. გულუხეთი) — село в Грузии, на территории Абашского муниципалитета края (мхаре) Самегрело-Верхняя Сванетия.

## География
Село находится в западной части Грузии, на правом берегу реки Цхенисцкали, на расстоянии приблизительно 4 километров (по прямой) к северо-востоку от города Абаша, административного центра муниципалитета. Абсолютная высота — 42 метра над уровнем моря.

## Население
По результатам официальной переписи населения 2014 года в Гулухети проживало 318 человек (163 мужчины и 155 женщин). В национальном составе грузины составляли 99,7 %.
| Год  | Население, человек |
| ---- | ------------------ |
| 2002 | 409                |
| 2014 | ↘ 318              |